# جائزة هولندا الكبرى 1973
جائزة هولندا الكبرى 1973 هو سباق فورمولا 1 أقيم بتاريخ 29 يوليو 1973 في حلبة بارك زانتفورت، هولندا. كان العاشر من أصل 15 في بطولة العالم لسباقات الفورمولا واحد موسم 1973. حلّ البريطاني جاكي ستيورات أولا.